# Esparragosa de la Serena (kommun)
Esparragosa de la Serena är en kommun i Spanien.   Den ligger i provinsen Provincia de Badajoz och regionen Extremadura, i den centrala delen av landet, 250 km sydväst om huvudstaden Madrid. Antalet invånare är 1 069.